# Francisco de Orozco
Francisco de Orozco y Porcia (Alessandria, 1605 – Milano, 24 dicembre 1668) è stato un generale e politico spagnolo, II marchese di Mortara e I marchese di Olias.

## Biografia
Francisco de Orozco y Porcia era figlio di Rodrigo de Orozco y Ribera, I marchese di Mortara (?-1621), valente capitano militare sotto Filippo IV di Spagna e governatore di Alessandria. Sua madre era la nobildonna Victoria de Porcia (figlia del conte friulano Ermes de Porcia e di Magdalena von Lamberg).
Francisco a fianco del genitore combatté dapprima contro i francesi in Italia nel 1639 e poi a Roussillon dove l'esercito spagnolo venne sconfitto da quello di Francia nel 1642.
Nel 1644 prese parte alla campagna di repressione delle rivolte in Catalogna vincendo a Lerida ed a Tortosa nel 1650 e venendo pertanto nominato in quell'anno viceré e capitano generale della Catalogna, per poi prendere parte all'assedio ed alla presa di Barcellona del 1652. Nominato nuovamente viceré di Catalogna dal 1656 al 1659, sconfisse l'esercito francese a Camprodón (1658) ed a Ter (1659).
A questo punto nel 1659 venne nominato membro del Consiglio di Stato spagnolo e dal 10 settembre 1668 venne nominato gentiluomo di camera di Filippo IV di Spagna e Governatore del Ducato di Milano ma morì in carica nel dicembre di quello stesso anno. Tra i suoi pochi atti ascrivibili a questo periodo ricordiamo la donazione dei ruderi del castello di Mattarella al Sacro Monte di Domodossola.

## Matrimonio e figli
Francisco de Orozco sposò la nobildonna  Isabel Manrique de Lara (sorella di María Inés Manrique de Lara y Manrique Enríquez, X contessa di Paredes de Nava), dama di corte dell'Infanta Maria Teresa e in seguito della regina Maria Anna. Dal matrimonio nacquero tre figli:
- Juan José, III marchese di Mortara e II marchese di Olias
- Manuel, maestro di campo nel ducato di Milano
- María Victoria, morta in giovane età